# 431-й штурмовой авиационный полк
431-й штурмово́й авиацио́нный Слуцкий Краснознамённый полк — авиационная воинская часть ВВС РККА штурмовой авиации в Великой Отечественной войне.

## Наименование полка
В различные годы своего существования полк имел наименования:
- 431-й штурмовой авиационный полк[1][2];
- 431-й штурмовой авиационный Слуцкий полк[1][2];
- 431-й штурмовой авиационный Слуцкий Краснознамённый полк[1][2];
- 174-й гвардейский штурмовой авиационный Слуцкий Краснознамённый полк[1];
- 710-й гвардейский штурмовой авиационный Слуцкий Краснознамённый полк (20.02.1949 г.)[1];
- 710-й гвардейский истребительно-бомбардировочный авиационный Слуцкий Краснознамённый полк[1].

## История и боевой путь полка

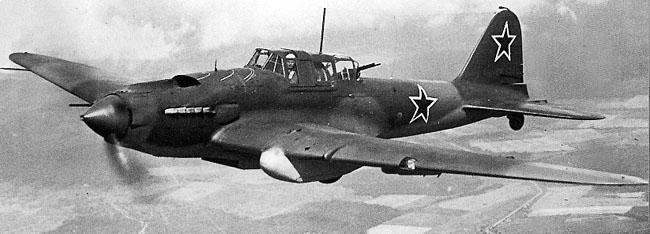
Штурмовик Ил-2 стоял на вооружении полка с мая 1942 года.

Сформирован как 431-й штурмовой авиационный полк из резерва 1-й запасной авиационной бригады в июле — августе 1941 года в Воронеже.
С 18 сентября приступил к боевой работе в составе 4-й резервной авиагруппы Юго-Западного фронта, где принимал участие в Барвенково-Лозовская операция и Харьковской операциях с 13 сентября по 5 ноября 1941 года. С 6 ноября 1941 года полк работает на Южном фронте на ростовском направлении. Полк базировался на аэродромах Шахты и Николаевка. С 14 декабря полк переброшен на елецкое направление на аэродром Задонск для участия в Елецкой операции. До 4 января 1942 года в сложных метеоусловиях полк выполнил 28 боевых вылетов, в результате которых уничтожил 8 танков, 30 автомашин, 3 орудия полевой артиллерии. За это время полк своих потерь не имел.
С 5 января полк опять переброшен на аэродром Богородское для работы на харьковском направлении. С 11 мая по 7 июля полк участвует в Харьковской наступательной операции, выполнил 716 боевых вылетов, в результате которых уничтожил 190 танков, 5730 солдат и офицеров, 900 автомашин, 65 орудий полевой артиллерии, 30 самолётов на аэродромах. За это время полк потерял 13 летчиков и 13 самолётов.
В июне 1942 года полк вошёл в состав 228-й штурмовой авиадивизии и вел боевую работу на Юго-Западном и Сталинградском фронтах, принимая участие в отражение летней наступательной операции «Блау» под Сталинградом. В тяжелые дни оборонительной операции под Сталинградом полк понес огромные потери. Многие экипажи не возвращались с заданий. В середине августа полк остался без самолётов. Потери составили 7 летчиков и 7 самолётов. 22 августа полк выведен из боевого состава и отправлен на доукомпектование в Куйбышев в 1-ю запасную авиабригаду.
Полк получил молодых летчиков из школ без боевого опыта, боевой опыт имели только 4 человека: командир полка, штурман, 2 командира эскадрильи. 1 февраля 1943 года полк закончил программу переучивания. Как лучшему полку, находящемуся в 1-й запасной авиабригаде, были переданы самолёты эскадрильи «Валериан Куйбышев», построенные на средства трудящихся Куйбышевской области.
С 26 марта 1943 года полк вошёл в состав 299-й штурмовой авиационной Нежинской дивизии. Полк имел летный состав без боевого опыта. До 5 июля 1943 года дивизия в составе 5-ти полков уничтожала скопление противника в Тросно-Кромско-Орловском направлении и самолёты противника на Орловском аэроузле.
С 5 июля полк с дивизией в составе 16-й воздушной армии участвует в Курской битве под Орлом.
В последующем полк участвует в Черниговско-Припятской операции (Битва за Днепр), Гомельско-Речицкой наступательной операции, Освобождении Правобережной Украины, Калинковичско-Мозырской и Рогачевско-Жлобинской операциях, в Белорусской операции «Багратион».
За образцовое выполнение заданий командования и проявленные при этом мужество и героизм 431-й штурмовой авиационный Слуцкий Краснознамённый полк Приказом НКО № 0270 от 19 августа 1944 года переименован в 174-й гвардейский штурмовой авиационный Слуцкий Краснознамённый полк.
За период с 18 августа 1941 года по 29 ноября 1943 года полк выполнил 2170 боевых вылетов, в которых уничтожил: 550 танков, 2476 автомашин, до 19550 солдат и офицеров, 65 самолётов на аэродромах и 22 в воздушных боях, 241 орудие полевой артиллерии, 28 миномётных батарей, 8 переправ и 2 моста. За это время полк потерял 55 летчиков и 55 самолётов. Полк провел 26 воздушных боев.
После присвоения гвардейского звания полк в составе 11-й гвардейской штурмовой авиационной Нежинской Краснознамённой ордена Суворова дивизии 16-й воздушной армии 1-го Белорусского фронта участвовал в Варшавско-Познанской наступательной и Восточно-Померанской наступательной операциях.
В составе действующей армии полк находился с 13 сентября 1941 года по 22 августа 1942 года и с 2 марта 1943 года по 19 августа 1944 года.

## Командиры полка
- подполковник Комаров Георгий Осипович, 08.1941 — 08.1942
- капитан, майор Гаврилов, до 08.43
- подполковник Плохов Павел Герасимович, с 09.1943 г. до 19.08.1944 г.

## В составе соединений и объединений
| Дата          | Фронт (округ)             | Армия                            | Корпус                           | Дивизия                                        | Примечания |
| ------------- | ------------------------- | -------------------------------- | -------------------------------- | ---------------------------------------------- | ---------- |
| 01.07.1941 г. | Приволжский военный округ | ВВС Приволжского военного округа | 1-я запасная авиационная бригада | 12-й запасной авиационный полк                 | Воронеж    |
| 13.09.1941 г. | Юго-Западный фронт        | ВВС Юго-Западного фронта         | -                                | -                                              |            |
| 16.09.1941 г. | Юго-Западный фронт        | ВВС Юго-Западного фронта         | -                                | 4-я резервная авиационная группа               |            |
| 06.11.1941 г. | Южный фронт               | ВВС Южного фронта                | -                                | 4-я резервная авиационная группа               |            |
| 17.12.1941 г. | Брянский фронт            | ВВС Брянского фронта             | -                                | 4-я резервная авиационная группа               |            |
| 08.01.1942 г. | Юго-Западный фронт        | ВВС Юго-Западного фронта         | -                                | 4-я резервная авиационная группа               |            |
| 25.05.1942 г. | Юго-Западный фронт        | ВВС Юго-Западного фронта         | -                                | 228-я штурмовая авиационная дивизия            |            |
| 13.06.1942 г. | Юго-Западный фронт        | 8-я воздушная армия              | -                                | 228-я штурмовая авиационная дивизия            |            |
| 12.07.1942 г. | Сталинградский фронт      | 8-я воздушная армия              | -                                | 228-я штурмовая авиационная дивизия            |            |
| 22.08.1942 г. | Приволжский военный округ | ВВС Приволжского военного округа | 1-я запасная авиационная бригада | 12-й запасной авиационный полк                 | Куйбышев   |
| 13.03.1943 г. | Центральный фронт         | 16-я воздушная армия             |                                  | 299-я штурмовая авиационная дивизия            |            |
| 20.10.1943 г. | Белорусский фронт         | 16-я воздушная армия             | -                                | 299-я штурмовая авиационная дивизия            | -          |
| 24.02.1944 г. | 1-й Белорусский фронт     | 16-я воздушная армия             | -                                | 299-я штурмовая авиационная дивизия            | -          |
| 05.04.1944 г. | Белорусский фронт         | 16-я воздушная армия             | -                                | 299-я штурмовая авиационная дивизия            | -          |
| 16.04.1944 г. | 1-й Белорусский фронт     | 16-я воздушная армия             | -                                | 299-я штурмовая авиационная дивизия            | -          |
| 03.07.1944 г. | 1-й Белорусский фронт     | 6-я воздушная армия              | -                                | 299-я штурмовая авиационная дивизия            | -          |
| 30.07.1944 г. | 1-й Белорусский фронт     | 16-я воздушная армия             | -                                | 299-я штурмовая авиационная дивизия            | -          |
| 19.08.1944 г. | 1-й Белорусский фронт     | 16-я воздушная армия             | -                                | 11-я гвардейская штурмовая авиационная дивизия |            |

## Участие в операциях и битвах
- Ростовская операция (1941) — с 17 ноября по 2 декабря 1941 года.
- Елецкая наступательная операция — с 6 по 16 декабря 1941 года.
- Барвенково-Лозовская операция — с 18 января 1942 года по 31 января 1942 года.
- Харьковская операция — с 11 мая 1942 года по 7 июля 1942 года.
- Отражение летней наступательной операции «Блау» — с 8 июня по 24 ноября 1942.
- Курская битва:
  - Орловская стратегическая наступательная операция «Кутузов» — с 12 июля по 18 августа 1943 года.
- Брянская наступательная операция — с 18 августа по 2 сентября 1943 года.
- Битва за Днепр:
  - Черниговско-Припятская операция — с 3 сентября 1943 года по 2 октября 1943 года.
- Гомельско-Речицкая наступательная операция — с 10 ноября 1943 года по 30 ноября 1943 года.
- Освобождение Правобережной Украины — с 24 декабря 1943 года по 17 апреля 1944 года.
- Калинковичско-Мозырская операция — с января 1944 года по февраль 1944 года.
- Рогачевско-Жлобинская операция — с 21 февраля 1944 года по 26 февраля 1944 года.
- Белорусская операция «Багратион» — с 24 июня 1944 года по 19 августа 1944 года.
  - Бобруйская операция — с 24 июня 1944 года по 29 июня 1944 года.
  - Минская операция — с 29 июня 1944 года по 4 июля 1944 года.
  - Барановичская операция — с 5 июля 1944 года по 16 июля 1944 года.
  - Люблин-Брестская операция — с 18 июля 1944 года по 2 августа 1944 года.

## Почётные наименования
431-му штурмовому авиационному полку за проявленные мужество и героизм при освобождении города Слуцка Приказом ВГК № 0180 от 5 июля 1944 года присвоено почётное наименование «Слуцкий».

## Награды
- 431-й штурмовой авиационный Слуцкий полк за образцовое выполнение заданий командования в боях с немецкими захватчиками, за овладение городами Седлец, Минск-Мазовецки и Луков и проявленные при этом доблесть и мужество Указом Президиума Верховного Совета СССР от 12 августа 1944 года награждён орденом Красного Знамени[6]. Указ объявлен Приказом НКО СССР № 0289 от 30.08.1944 г.

## Благодарности Верховного Главнокомандующего
Верховным Главнокомандующим полку в составе дивизии объявлены благодарности:
- За отличие в боях при овладении крупным железнодорожным узлом и городом Нежин — важнейшим опорным пунктом обороны немцев на путях к Киеву[7].
- За отличие в боях при овладении областным и крупным промышленным центром Белоруссии городом Гомель — важным узлом железных дорог и мощным опорным пунктом обороны немцев на полесском направлении[8].
- За прорыв обороны немцев на бобруйском направлении, юго-западнее города Жлобин и севернее города Рогачев[9].
- За отличие в боях при овладении городом и крупной железнодорожной станцией Бобруйск — важным узлом коммуникаций и мощным опорным пунктом обороны немцев, прикрывающим направления на Минск и Барановичи[10].
- За отличия в боях при прорыве сильно укрепленной обороны противника и продвижении вперед, занятии более 400 населенных пунктов, в том числе крупных населенных пунктов Ратно, Малорыта, Любомль, Опалин и при выходе к реке Западный Буг[11].
- За отличие в боях при овладении городами Седлец, Миньск-Мазовецки и Луков — мощными опорными пунктами обороны немцев на подступах к Варшаве[12].

## Отличившиеся воины
- Игнашкин Гавриил Иванович, лейтенант, командир эскадрильи 431-го штурмового авиационного полка 228-й штурмовой авиационной дивизии 8-й воздушной армии Указом Президиума Верховного Совета СССР от 5 ноября 1942 года за образцовое выполнение боевых заданий командования на фронте борьбы с немецкими захватчиками и проявленные при этом отвагу и геройство удостоен звания Герой Советского Союза. Золотая Звезда № 746.
- Емельянов Иван Алексеевич, старший лейтенант, командир эскадрильи полка, будучи командиром 622-го штурмового авиационного полка Указом Президиума Верховного Совета СССР от 24 августа 1943 года за образцовое выполнение боевых заданий Командования на фронте борьбы с немецкими захватчиками и проявленные при этом отвагу и геройство удостоен звание Героя Советского Союза с вручением ордена Ленина и медали «Золотая Звезда». Золотая Звезда № 1009.
- Баламуткин Григорий Васильевич, старший лейтенант, заместитель командира эскадрильи 431-го штурмового авиационного полка 299-й штурмовой авиационной дивизии 16-й воздушной армии Указом Президиума Верховного Совета СССР от 26 октября 1944 года удостоен звания Герой Советского Союза. Золотая Звезда № 3110.
- Гурвич Семён Исаакович, лейтенант, заместитель командира эскадрильи 431-го штурмового авиационного полка 299-й штурмовой авиационной дивизии 16-й Воздушной Армии Указом Президиума Верховного Совета СССР от 26 октября 1944 года удостоен звания Герой Советского Союза. Золотая Звезда № 3111.
- Лозенко Иван Аркадьевич, капитан, командир эскадрильи 431-го штурмового авиационного полка 299-й штурмовой авиационной дивизии 16-й Воздушной Армии Указом Президиума Верховного Совета СССР от 13 апреля 1944 года удостоен звания Герой Советского Союза. Посмертно.
- Лацков Николай Сергеевич, старший лейтенант, командир эскадрильи 431-го штурмового авиационного полка 299-й штурмовой авиационной дивизии 16-й Воздушной Армии Указом Президиума Верховного Совета СССР от 26 октября 1944 года удостоен звания Герой Советского Союза. Золотая Звезда № 3109.
- Мошков Борис Николаевич, старший лейтенант, заместитель командира эскадрильи 431-го штурмового авиационного полка 299-й штурмовой авиационной дивизии 16-й Воздушной Армии Указом Президиума Верховного Совета СССР от 19 августа 1944 года удостоен звания Герой Советского Союза. Золотая Звезда № 3071.
- Пеньков Михаил Иванович, лейтенант, командир звена 431-го штурмового авиационного полка 299-й штурмовой авиационной дивизии 16-й Воздушной Армии Указом Президиума Верховного Совета СССР от 26 октября 1944 года удостоен звания Герой Советского Союза. Посмертно.
- Смирнов Дмитрий Иванович, старший лейтенант, командир эскадрильи 431-го штурмового авиационного полка 299-й штурмовой авиационной дивизии 16-й Воздушной Армии Указом Президиума Верховного Совета СССР от 4 февраля 1944 года удостоен звания Герой Советского Союза. Золотая Звезда № 3237.
- Фёдоров Михаил Тихонович, лейтенант, командир звена 431-го штурмового авиационного полка 299-й штурмовой авиационной дивизии 16-й Воздушной Армии Указом Президиума Верховного Совета СССР от 26 октября 1944 года удостоен звания Герой Советского Союза. Посмертно.